# Kees Boeke (musicus)
Kees Boeke (Amsterdam, 1950) is een Nederlands componist, blokfluitist en gambaspeler.

## Opleiding en werk
Kees Boeke is geboren in Amsterdam. Na zijn studie aan het Koninklijk Conservatorium in Den Haag (blokfluit met Frans Brüggen en cello bij Anner Bijlsma), waar hij cum laude afstudeerde, richtte hij het ensemble Quadro Hotteterre op. Hij was jarenlang lid van Syntagma Musicum, Ensemble voor Middeleeuwen en  Renaissance (Kees Otten) en mede-oprichter van Sour Cream (1972), Little Consort Amsterdam (1978) en het Ensemble Mala Punica (1989). In 2001 richtte hij samen met Jill Feldman het middeleeuwse ensemble Tetraktys op.
In 1970 begon Kees Boeke zijn activiteit als docent aan het Koninklijk Conservatorium in Den Haag en in 1975 aan het Sweelinck Conservatorium in Amsterdam. Sinds 1990 doceert hij blokfluit en Oude Muziek aan de Universiteit van Muziek en Theater in Zürich. Van 2006-2014 leidde hij een masterstudie in muziek uit Middeleeuwen en Renaissance aan het Institut für Alte Musik, Trossingen (Duitsland).
Hij gaf ook wereldwijd seminars en masterclasses voor blokfluit en oude muziek - onder andere voor de Deller Academy (Lacoste, Frankrijk, 1972-1982), de International Early Music Courses (Urbino, Italië, 1975-1982), en het Festival Oude Muziek Vancouver - en was verantwoordelijk als artistiek directeur voor de Settimana Musicale di Pitigliano (1982-1986), en de Internationale Cursussen Oude Muziek San Floriano (Polcenigo, Italië, 1983-1993). Sinds 1989 heeft hij samengewerkt met de Accademia Musicale Chigiana in Siena, waarvoor hij in 1994 de Vespers (Psalm 4 Cori / Psalmen voor vier koren, 1612) van Ludovico da Viadana produceerde. Recentelijk (2016) startte hij de Settimana Musicale del Trecento, een specialisatiecursus in de muziek van de veertiende eeuw, in de stad Arezzo in Toscane.
In 1996, begon Kees Boeke zijn werk als muzikaal leider van het ensemble Cantica Symphonia met wie hij opnames van motetten van Costanzo Festa en Missen van Guillaume Dufay heeft gerealiseerd. Hij werd uitgenodigd als gastdirigent door de vocale en instrumentale ensemble "L'Homme Arme" in Florence en het ensemble Ars Nova Kopenhagen voor concerten in Nederland, België en Denemarken. In de loop der jaren heeft hij samengewerkt met het Hilliard Ensemble in concerten en opnames met muziek van Heinrich Isaac, Orlando di Lasso, en Philippe de Monte, met het Ricercar Consort van Philippe Pierlot en het Concerto delle Viole van Roberto Gini.
Kees Boeke heeft meer dan 70 platen en CD's opgenomen voor Teldec, Das Alte Werk, EMI, RCA, New Age, Channel Classics, Arcana, Symphonia, Attack, Erato, Philips, Stradivarius, Glossa, Richten en zijn eigen label Olive Music. Op het gebied van de hedendaagse muziek, vormden hij en Antonio Politano Duix, een duo dat zich specialiseert in hedendaagse muziek voor (contra)basblokfluiten en live- elektronica. Bovendien is Kees Boeke actief als componist (Donemus, Amsterdam, Sheetmusicnow.com) en redacteur van de vroege en hedendaagse muziek (Zen-On, Tokyo, Schott, Londen)
Sinds 2001  heeft hij een nauwe samenwerking met professor Laurenz Lütteken (Universiteit van Zurich) in projecten en seminars op het gebied van middeleeuwse, Renaissance en Barok muziek. In 2003 startte hij zijn eigen cd-label Olive Music, samen met zijn vrouw, zangeres Jill Feldman. Daarnaast stichtten beiden een nieuwe ensemble, "Tetraktys" voor middeleeuwse muziek. Tetraktys’ programma's omvatten, onder andere, de Toscaanse veertiende eeuw, Chansons van Dufay en tijdgenoten, de Codex Squarcialupi, de volledige opname van de Chantilly Codex, werken van Ciconia, geestelijke en wereldlijke werken van Matteo da Perugia, het Liedboek van Johannes Heer etc.
Sinds 1980 woont hij in Toscane en is een producent van extra vergine olijfolie.

## Composities (selectie)
1970 "4 in 3 in 2 in 1" (bewerkt in 1980)
1971 "Tombeau de Hotteterre "
1974 "The history dump 2351"
1979 "The Chain"
1985 "The Circle"
1992 "The Song"
1993 "'The unfolding"
1997 "VCS 7"
2003 "Susanna's Dream"
2003 "AHP (Aer)"
- Bibliothèque nationale de France: cb13891618s (data)
- Gemeinsame Normdatei: 134332237
- International Standard Name Identifier: 0000 0000 5513 9166
- Library of Congress Control Number: n83066284
- MusicBrainz: f6fb71b3-7216-45bf-bebc-95fbad3bd977
- Nationale Bibliotheek van Tsjechië: av20201089139
- Nationale Bibliotheek van Israël: 987007453896205171
- Istituto Centrale per il Catalogo Unico: BVEV135395
- Virtual International Authority File: 32182601
- WorldCat: E39PBJvmFt7xk8mb7WXPBDDg8C